# Tennessee Titans 2006
La stagione 2006 dei Tennessee Titans è stata la 36ª della franchigia nella National Football League, la 46ª complessiva Questa fu la prima stagione senza Steve McNair, scambiato con i Baltimore Ravens, sostituito come quarterback titolare dalla terza scelta assoluta del Draft NFL 2006 Vince Young. Ex stella dei Texas Longhorns che condusse alla vittoria del campionato NCAA, Young a fine anno fu premiato come rookie offensivo dell'anno e convocato per il Pro Bowl.

## Scelte nel Draft 2006

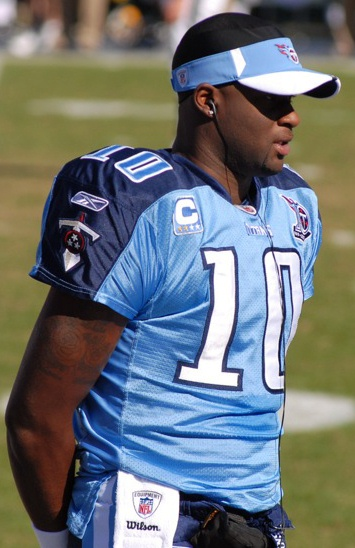
Vince Young fu scelto come terzo assoluto dai Titans nel draft 2006

## Calendario
| Stagione regolare |                         |                    |
| Turno             | Avversario              | Risultato          |
| 1                 | New York Jets           | S 16–23            |
| 2                 | at San Diego Chargers   | S 7–40             |
| 3                 | at Miami Dolphins       | S 10–13            |
| 4                 | Dallas Cowboys          | S 14–45            |
| 5                 | at Indianapolis Colts   | S 13–14            |
| 6                 | at Washington Redskins  | V 25–22            |
| 7                 | Settimana di pausa      | Settimana di pausa |
| 8                 | Houston Texans          | V 28–22            |
| 9                 | at Jacksonville Jaguars | S 7–37             |
| 10                | Baltimore Ravens        | S 26–27            |
| 11                | at Philadelphia Eagles  | V 31–13            |
| 12                | New York Giants         | V 24–21            |
| 13                | Indianapolis Colts      | V 20–17            |
| 14                | at Houston Texans       | V 26–20            |
| 15                | Jacksonville Jaguars    | V 24–17            |
| 16                | at Buffalo Bills        | V 30–29            |
| 17                | New England Patriots    | S 23–40            |

## Classifiche
| AFC South              | AFC South | AFC South | AFC South | AFC South | AFC South | AFC South | AFC South | AFC South | AFC South |
|                        | V         | S         | P         | %         | DIV       | CONF      | PF        | PA        | STR       |
| ---------------------- | --------- | --------- | --------- | --------- | --------- | --------- | --------- | --------- | --------- |
| (3) Indianapolis Colts | 12        | 4         | 0         | .750      | 3–3       | 9–3       | 427       | 360       | V1        |
| Tennessee Titans       | 8         | 8         | 0         | .500      | 4–2       | 5–7       | 324       | 400       | S1        |
| Jacksonville Jaguars   | 8         | 8         | 0         | .500      | 2–4       | 5–7       | 371       | 274       | S3        |
| Houston Texans         | 6         | 10        | 0         | .375      | 3–3       | 6–6       | 267       | 366       | V2        |

## Premi
- Vince Young:

rookie offensivo dell'anno